# Areál Univerzity Karlovy Jinonice

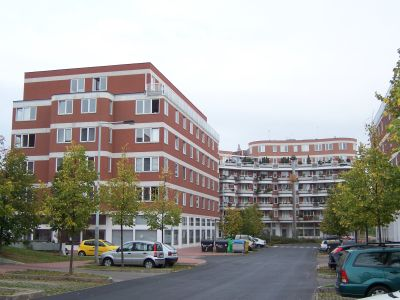
Areál Jinonice - moderní komplex budov Univerzity Karlovy

Areál UK Jinonice je oficiální název komplexu univerzitních budov Fakulty sociálních věd Univerzity Karlovy v Praze v Praze 5 - Jinonicích, jižně od stanice metra Jinonice.

## Historie
Moderní budovy v Jinonicích v ulici U kříže byly původně stavěny pro Ministerstvo školství, mládeže a tělovýchovy ČR dle projektu ing. arch. Karla Pragera.  V roce 1999 však ministerstvo přenechalo rozestavěný objekt Univerzitě Karlově, která potřebovala vyřešit akutní nedostatek prostor způsobený nárůstem počtu studentů univerzity i vznikem nových oborů. Areál Jinonice byl pro potřeby univerzity otevřen v říjnu 2000. V letech 2020–2023 proběhla kompletní rekonstrukce a dostavba objektu knihovny (podle projektu týmu pod vedením ing. arch. Miroslavy Tylšové).

## Popis budovy

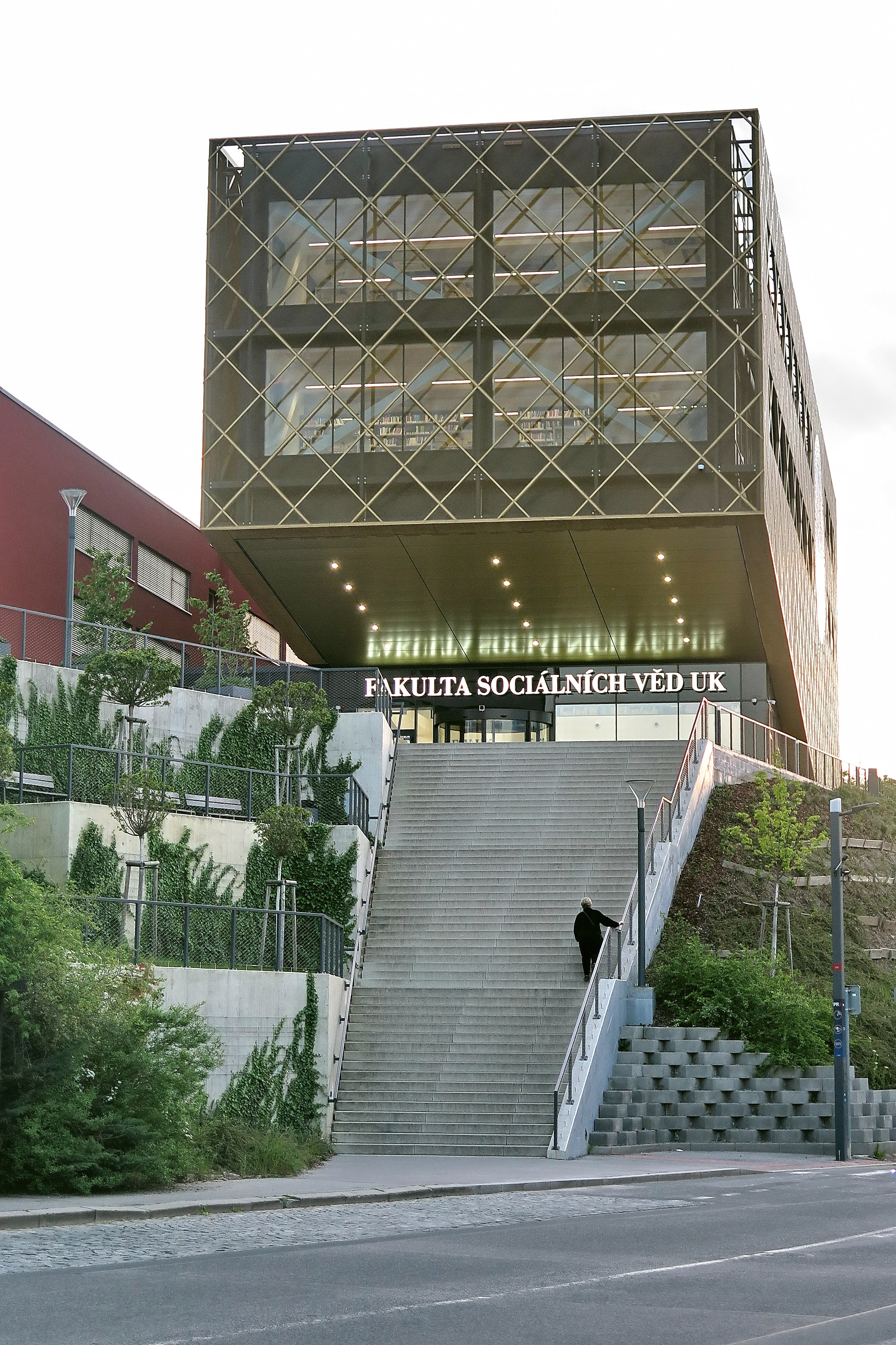
FSV UK areál Jinonice, multifunkční budova A s přístupovým schodištěm – přístupem od stanice metra.

Areál je tvořen dvěma budovami, třípatrovou (označovanou jako A, po revizi jako budova B) a šestipatrovou (B, po revizi budova C). Obě budovy mají výtahy a jsou plně bezbariérové. V roce 2023 byla dostavěna novostavba knihovny označovaná jako budova A a zprovozněno schodiště v nové podobě.

## Sídlící instituce
- Fakulta sociálních věd (Institut sociologických studií, Institut politologických studií, Institut mezinárodních studií a Institut komunikačních studií a žurnalistiky, výukové prostory též pro Institut ekonomických studií).

Dříve zde sídlily také:
- Fakulta humanitních studií (část);
- Filozofická fakulta (Katedra sociální práce, Ústav politologie, Ústav informačních studií);
- Centrum pro otázky životního prostředí.